# Récits d'Ellis Island

Récits d’Ellis Island est :
- un film de Robert Bober, texte et commentaires de Georges Perec, tourné en 1979 et diffusé en 1980.

- un livre reprenant le texte de Perec, publié en 1980 par l’INA et les Éditions du Sorbier.

Consacrée à Ellis Island, île près de New-York par laquelle transitaient les immigrants européens avant leur entrée aux États-Unis, l’œuvre comporte deux parties. La première est une méditation sur les lieux – à l’époque abandonnés –, leur histoire et leur signification ; la deuxième est constituée d’interviews d’immigrants juifs ou italiens passés par Ellis Island.

## Contexte
Robert Bober a rencontré Georges Perec en 1976 à l’occasion d’une projection de son film Réfugié provenant d'Allemagne apatride d'origine polonaise,.
Leurs préoccupations, la mémoire, l’exil, la judéité, étaient proches – Perec venait de publier W ou le souvenir d’enfance –  d’où la décision de réaliser un film ensemble. Le lieu choisi fut l’île d’Ellis Island, dans la baie de New-York qui fut de 1892 à 1954 le lieu de réception – et de tri – des candidats à l’immigration aux États-Unis, à l’époque en ruines. « Ce fut l’idée de faire un film sur le délabrement, les ruines et l’abandon, qui finit par séduire Perec », ainsi que « la prise de conscience que dans ce film, il pouvait parler de sa relation avec sa judéité ».
« Nous n’avons pas particulièrement travaillé sur le scénario. Nous nous sommes simplement beaucoup vus, apprenant à mieux nous connaître. Et c’est sur la connaissance que nous avions l’un de l’autre, et aussi lui de mes films, moi de ses livres, que nous avons entrepris les Récits d’Ellis Island. Ellis Island nous apparut alors comme le lieu même où venant s'inscrire les thèmes et les mythes autour desquels s’articulait la recherche de notre identité. »
Perec ne fait que suivre le tournage, en prenant des notes. C’est au montage qu’il finalise son commentaire, se bornant à demander parfois des inversions de plans.

## Synopsis
La structure du film est double : 
- La première partie, intitulée Traces (57 min) restitue à l’aide de textes, de documents, de photographies, ainsi qu’à travers une visite guidée du musée d’Ellis Island, ce que fut la vie quotidienne dans ce lieu de transit[6]. Les explications du guide faisant visiter l'île sont entrecoupées de commentaires méditatifs de Perec qui s'interroge sur la manière de raconter ce lieu, sur sa signification, tant générale que particulière pour Bober et pour lui, et sur leur judéité commune[7]. Cette partie est scandée par des listes : nombre d'émigrants par pays, compagnies maritimes et bateaux les transportant, métiers qu'ils pourront faire une fois admis aux États-Unis, débris se trouvant dans les locaux abandonnés[8]. À plusieurs reprises, Perec feuillette un album de vieilles photographies. D'autres photographies d'immigrants, en très grand format, sont présentées sur les lieux mêmes où elles ont été prises[9].
- La  seconde partie (60 min), intitulée Mémoires, est composée de onze entretiens de Perec avec d’anciens émigrants en provenance d’Europe, dont l’âge s’échelonne de 73 à 96 ans[6].»  Les témoins sont tous filmés dans leur living room, en éclairage naturel, sans que les bruits de fond, ni les répétitions ou les silences, soient coupés[6].

Pour Bober, il y aurait presque deux films : « notre film, leur film ; la première partie est notre rapport aux lieux, l'autre est le film des immigrants.»

## Du film au livre
La structure du livre est différente de celle du film. La modification principale est l'ajout d'un chapitre intitulé L'île des larmes. « Dans le film, le guide est interprète, tragédien et porte-parole sans le savoir de Georges Perec. Dans le livre, un texte qui n’est pas dans le film sert d’introduction au résumé fait par Perec des renseignements présentés par le guide dans le film. » 

### Histoire éditoriale
Les différentes éditions du texte diffèrent fortement entre elles. Avant l'édition de 1995 qui ne comporte que le texte de Perec sous un nouveau titre, l'édition de 1994 est conforme à ce qu'aurait dû être la première : « L’album chez P.O.L. répond à la "mauvaise surprise" de la première parution. Plusieurs erreurs y figurent et les auteurs ont été fortement déçus par la mise en pages. Robert Bober a donc préparé la seconde publication pour réaliser l’album que lui-même et Georges Perec avaient souhaité faire ensemble,. »
|         | Film                          | INA/Sorbier 1980                                                                     | P.O.L 1994                                                  | P.O.L 1995                  |
| ------- | ----------------------------- | ------------------------------------------------------------------------------------ | ----------------------------------------------------------- | --------------------------- |
| Auteurs | Robert Bober et Georges Perec | Georges Pérec [sic] et Robert Bober                                                  | Georges Perec avec Robert Bober                             | Georges Perec               |
| Titre   | Récits d'Ellis Island         | Récits d'Ellis Island, histoires d'errance et d'espoir                               | Récits d'Ellis Island, histoires d'errance et d'espoir      | Ellis Island                |
| Contenu | Préambule                     | Préambule                                                                            | Préambule (police manuscrite)                               | /                           |
| Contenu |                               | I. L'île des larmes                                                                  | I. L'île des larmes                                         | I. L'île des larmes         |
| Contenu | I. Traces                     | II. Description d'un chemin                                                          | II. Description d'un chemin                                 | II. Description d'un chemin |
| Contenu | /                             | /                                                                                    | III. Album                                                  | /                           |
| Contenu | /                             | III. Repérages                                                                       | IV. Repérages                                               | /                           |
| Contenu | II. Mémoires (11 interviews)  | IV. Mémoires (introduction + 11 interviews dans un ordre différent de celui du film) | V. Mémoires (introduction + 11 interviews)                  | /                           |
| Contenu | /                             | 1 carte + 32 photos N&B en trois cahiers                                             | 35 photos N&B + 5 photos couleur + 18 photos en bleu-violet | /                           |

## Réception critique
Outre les particularités liées à la dualité de l’œuvre, livre-film ou film-livre, la critique a abordé l’œuvre sous trois angles principaux.

### Forme
L’œuvre a été qualifiée de « poème ». Son écriture « est une sorte de va-et-vient continu entre le blanc et la graphie, entre le silence dont la  parole émerge et  cette même parole qui se rétracte aussitôt dans son silence originel. » 
Deux particularités ont été relevées :
- la place des photos dans le film. « Les photos d’émigrants sont d’autant plus frappantes qu’elles ont été agrandies et très précisément insérées dans le cadre qu’elles représentent. L’insistance sur l’identité de l’image et de ce qu’elle représente produit une distanciation extrême entre le passé tel qu’on l’imagine à partir des photographies et l’état présent des lieux, tombés en déréliction. L’hyperprésence des photographies crée un effet poignant d’absence[6]. »
- le rôle du feuilletage de l'Album. « Le feuilletage permet de faire l’expérience de l’espacement. Les pages que l’on tourne détournent ou surprennent nos attentes, elles cassent les automatismes : impossible de lire le texte en ignorant les photos ou de ne regarder que les photos sans au moins traverser le texte. Feuilleter l’album, c’est s’ouvrir au déplacement des frontières intermédiales dans la temporalité du geste, c’est éprouver la banalité du médium en deçà de son évidence, dans un espacement lent (celui du feuilletage) qui, du geste le plus pauvre, le plus quotidien, révèle l’expérience singulière[11]. »

### Autobiographie
Pour certains, l'interrogation autobiographique est surtout personnelle, « celle de l’infra-ordinaire : il s’agit de parvenir à retrouver la quotidienneté, ce qui ne laisse normalement pas de traces et que la grande Histoire oublie. Cette interrogation est dubitative, d’où une mise en crise du narratif qui correspond à l’absence d’histoire et de tradition du côté de Perec. »
Pour d'autres, cette interrogation est moins individuelle : « Même si c’est l’occasion pour lui de définir le sens pour lui d’être juif, Perec est à la poursuite d’une image plus générale, qui est celle désignée par la combinaison des deux termes d’errance et d’espoir, et qui appartient à tout homme. Ce lieu incarne pour lui une forme d’absence à soi. Sa place est celle du visiteur fantomatique, du témoin désancré qui porte un regard d’après l’histoire sur ces destins. »

### Mémoires
Deux aspects ont été étudiés :
- La mémoire des immigrants interviewés dans la deuxième partie. « En replaçant chacune de ces vies dans son contexte individuel et personnel, en refusant le principe du panel représentatif, en montrant à quel point ces histoires sont à la fois identiques et différentes, Perec et Bober s’éloignent d’une démarche purement historique pour tendre vers une approche où l’homme (et son destin individuel) est au centre de leurs préoccupations et du film[21]. » Perec est ainsi « l'auditeur-témoin du témoignage de l'autre[22]. »
- La mémoire des deux auteurs. « Deux écrivains, deux œuvres, deux sorties possibles du traumatisme historique. Perec part à la recherche de traces, d’indices très indirects, pauvres en eux-mêmes d’émotion. Il suggère par le silence et la coupure. Bober fait revivre dans ses romans avec chaleur et émotion une ambiance et un humour qui aident à tenir. Deux entreprises de résurrection, où les chemins de la mémoire recoupent ceux de l’écriture[20]. »

## Dérivés
- Ellis island, textes d'Éric Lareine d'après l’œuvre de Georges Perec, mise en scène de Matthias de Koning, création au Théâtre Garonne le 9 octobre 2014[23].
- Ellis, court-métrage de JR, 2014[24],[25].

### Commentaires de Perec
- Ellis Island, description d'un projet, revue Recherches no 38, 1979. Repris dans le recueil Je suis né, Seuil, 1990[26].

### Revue
- Récits d'Ellis Island de Georges Perec et Robert Bober au miroir contemporain, Revue des lettres modernes 2019-6, Minard, 2019.

### Articles
- Cécile de Bary, Récits d'Ellis Island, des récits contestés, Cahiers de narratologie 16, 2009. Lire en ligne.
- Jacques-Denis Bertharion, Des Lieux aux non-lieux : de la rue Vilin à Ellis Island, Le Cabinet d’amateur, no 5, 1997.
- Robert Bober, Le regard et l'absence, entretien avec Monika Lawniczak et Cécile de Bary, Cahiers Georges Perec no 9. Éditions Castor Astral, 2006.
- Edoardo Cagnan, Ellis Island : récit sans frontières, Le Cabinet d’amateur, 2015. Lire en ligne.
- Andrée Chauvin, Mongi Madini, La remontée des images (sur les Récits d’Ellis Island), Le Cabinet d’amateur, no 6, 1997.
- Marie-Pascale Huglo, Mémoire de la disparition : Récits d’Ellis Island, l’album, Protée, vol. 32, no 1, 2004. Lire en ligne.
- Monika Lawniczak. L'autre île, Cahiers Georges Perec no 9. Éditions Castor Astral, 2006.
- Daphné Schnitzer, Le rêve américain revisité par Georges Perec et Robert Bober, in De Perec etc., derechef. Textes, lettres, règles et sens, Éditions Joseph K., 2005.
- Paul Schwartz, Lire et voir Ellis Island, Cahiers Georges Perec, no 8, 2004.
- Cécile Tourneur, Les dispositifs de fiction cinématographique au sein du documentaire Récits d’Ellis Island, de Georges Perec et Robert Bober, Conserveries mémorielles no 6, 2009. Lire en ligne.